# Paropsia braunii
Paropsia braunii je biljka iz porodice Passifloraceae, roda Paropsia. Prihvaćeno je ime
Sinonim je Paropsia schliebeniana Sleumer.
Raste u istočnoj Tanzaniji (okrug Lindi, Ruaha-Mtua, Lindi Rural, Mtwara, Pwani, Mtwara Rural, Newala, Kisarawe, Rufiji), Mozambiku (Camo Delgado, Inhambane) i Južnoj Africi (Limpopo), a primjerci su pokupljeni od 40 metara nadmorske visine do 600 metara nadmorske visine.
Svrstana u IUCN-ov popis ugroženih vrsta i status ugroženosti je "blizu ugroženosti".

## Vanjske poveznice
- Paropsia na Germplasm Resources Information Network (GRIN)  Arhivirana inačica izvorne stranice od 3. svibnja 2013. (Wayback Machine), SAD-ov odjel za poljodjelstvo, služba za poljodjelska istraživanja.